# Kenshi Hirokane
Kenshi Hirokane (弘兼宪史, Nascut el 9 de setembre, 1947 a Iwakuni, Japó) és un mangaka que es va graduar a la Universitat de Waseda. Després va treballar per Matsushita Electric per quatre anys. Kenshi va fer el seu debut professional amb el treball anomenat Kaze Kaoru.
Durant la seva carrera, Kenshi ha rebut nombrosos premis, com el Shogakukan Manga Award rebut en la categoria seinen pel seu treball, Human Crossing, A més va rebre l'any 1991 l'Kodansha Manga Award en la categoria general.
Està casat amb la també mangaka Fumi Saimon.